# Hedleyoconcha delta
Hedleyoconcha delta är en snäckart som först beskrevs av Ludwig Pfeiffer 1857.  Hedleyoconcha delta ingår i släktet Hedleyoconcha och familjen Charopidae. Inga underarter finns listade i Catalogue of Life.